# زمین‌لرزه ۱۹۸۱ شیلی
زمین‌لرزه شیلی  در تاریخ ۱۶ اکتبر ۱۹۸۱ میلادی، برابر با ‎۲۴ مهر ۱۳۶۰، ساعت ۳:۲۵:۴۲ به زمان یوتی‌سی در شیلی رخ داد. ژرفای این زلزله ۳۱٫۷ کیلومتر بود، و بزرگی آن ۷٫۱ در مقیاس Mw اعلام شده‌است. زمین‌لرزه به وقت محلی در روز پنج‌شنبه، ساعت ۲۳ روی داده و منطقه زمانی آن یوتی‌سی -۴ بوده‌است (با لحاظ تغییر ساعت تابستانی).
سازمان زمین‌شناسی آمریکا نیز رومرکز این زمین‌لرزه را در مختصات ۳۳°۰۸′۰۲″جنوبی ۷۳°۰۴′۲۶″غربی / ۳۳٫۱۳۴°جنوبی ۷۳٫۰۷۴°غربی و ژرفای آن را در ۳۳ کیلومتر گزارش کرده‌است. بزرگی برگزیدهٔ این سازمان از میان بزرگیهای محاسبه‌شدهٔ مختلف ۷٫۵ در مقیاس MS بوده و از دید اثر، در میان چهار دسته‌بندی «نامحسوس»، «محسوس»، «زیان‌آور» یا «با تلفات»، زلزله را «با تلفات» اعلام کرده‌است.
پروژهٔ «تنسور گشتاور مرکزوار» زاویه‌های (راستا، شیب، ریک) گسل سازندهٔ زمین‌لرزه و صفحه عمود بر آن را (°۱۹۴، °۳۴، °۹۶) یا (°۶، °۵۶، °۸۶) و نوع گسل را «معکوس» فرارسانده‌است.
زمین‌لرزه هیچ کشته‌ای نداشته و شمار زخمیان ۳ نفر برآورده شده‌است.